# 485 (szám)
A 485 (római számmal: CDLXXXV) egy természetes szám, félprím, az 5 és a 97 szorzata.

## A szám a matematikában
A tízes számrendszerbeli 485-ös a kettes számrendszerben 111100101, a nyolcas számrendszerben 745, a tizenhatos számrendszerben 1E5 alakban írható fel.
A 485 páratlan szám, összetett szám, azon belül félprím, kanonikus alakban az 51 · 971 szorzattal, normálalakban a 4,85 · 102 szorzattal írható fel. Négy osztója van a természetes számok halmazán, ezek növekvő sorrendben: 1, 5, 97 és 485.
A 485 négyzete 235 225, köbe 114 084 125, négyzetgyöke 22,02272, köbgyöke 7,85683, reciproka 0,0020619. A 485 egység sugarú kör kerülete 3047,34487 egység, területe 738 981,13194 területegység; a 485 egység sugarú gömb térfogata 477 874 465,3 térfogategység.